# Melanoplus nanciae
Melanoplus nanciae är en insektsart som beskrevs av Mark Deyrup 1997. Melanoplus nanciae ingår i släktet Melanoplus och familjen gräshoppor. Inga underarter finns listade i Catalogue of Life.